# Comuna Ølstykke
Ølstykke (Ølstykke Kommune) a fost o comună din comitatul Frederiksborg Amt, Danemarca, care a existat între anii 1970-2006. Comuna avea o suprafață totală de 29,12 km² și o populație de 15.681 de locuitori (în 2006), iar din 2007 teritoriul său face parte din comuna Egedal.
1. ↑  Danske borgmestre 1970-2018 (PDF)